# IEEE行動計算學報
IEEE行動計算學報(IEEE Transactions on Mobile Computing、IEEE移動計算學報)是一份由IEEE計算機學會(IEEE Computer Society)雙月出版的同行評審科學期刊。期刊內文涵蓋個人行動服務機制(Personal Mobile Services Mechanism)、行動系統、個人通訊服務、行動數據處理以及計算等之應用領域。而內文主題主要著重在普适计算、多媒體應用、行動數據與知识管理，以及移動通信系統和網絡。根據期刊引证报告，本期刊在2012年的影响因子為<2.395>、特徵因子(eigenfactor)分值為<0.01424>，以及論文影響分值(article influence score)為<1.406>。

## 外部連結
- 官方网站
- Journal Citation Reports/Thomson Reuters